# Ефимов, Алексей Георгиевич
Алексе́й Гео́ргиевич Ефи́мов (род. 26 января 1981) — российский легкоатлет, специалист по бегу на средние и длинные дистанции. Выступал на профессиональном уровне в 1998—2011 годах, победитель и призёр первенств всероссийского значения, участник чемпионата Европы в помещении в Бирмингеме. Представлял Чувашию. Мастер спорта России международного класса.

## Биография
Алексей Ефимов родился 26 января 1981 года.
Занимался лёгкой атлетикой в Центре спортивной подготовки сборных команд Чувашской Республики им. А. Игнатьева, был подопечным тренера А. С. Петрова.
Впервые заявил о себе в сезоне 1998 года, когда на юношеском чемпионате России в помещении в Липецке занял четвёртое место в беге на 1500 метров.
В 2000 году стал пятым на молодёжном всероссийском первенстве в Чебоксарах, третьим на юниорском всероссийском первенстве в Краснодаре, выступил на чемпионате России в Туле.
В 2001 году бежал 1500 метров на чемпионате России среди военнослужащих в Москве и на зимнем чемпионате России в Москве.
В 2002 году принял участие в зимнем чемпионате России в Волгограде и в летнем чемпионате России в Чебоксарах.
В 2003 году в той же дисциплине финишировал пятым на молодёжном всероссийском первенстве в Чебоксарах, шестым на Мемориале Куца в Москве, занял 16-е место на чемпионате России в Туле.
В 2004 году стал седьмым на Мемориале братьев Знаменских в Казани, тогда как на чемпионате России в Туле в финал не вышел.
В 2005 году участвовал в зимнем чемпионате России в Волгограде и летнем чемпионате России в Туле, выиграл серебряную медаль на Кубке России в Сочи.
В 2006 году в 1500-метровой дисциплине стал пятым на зимнем чемпионате России в Москве, седьмым на летнем чемпионате России в Туле, шестым на Мемориале Знаменских в Жуковском.
В 2007 году на зимнем чемпионате России в Волгограде завоевал бронзовую награду в беге на 3000 метров. Благодаря этому успешному выступлению вошёл в основной состав российской сборной и удостоился права защищать честь страны на чемпионате Европы в помещении в Бирмингеме — здесь в финале показал результат 8:09.88, закрыв десятку сильнейших. Также участвовал в летнем чемпионате России в Туле, но в число призёров не попал.
В 2008 году был восьмым в дисциплине 3000 метров на зимнем чемпионате России в Москве и седьмым в дисциплине 5000 метров на летнем чемпионате России в Казани.
В 2009 году бежал 1500 и 3000 метров на зимнем чемпионате России в Москве.
В 2011 году принял участие в зимнем чемпионате России в Москве и летнем чемпионате России в Чебоксарах, после чего завершил спортивную карьеру.
За выдающиеся спортивные достижения удостоен почётного звания «Мастер спорта России международного класса».